# Siphonodentalium hexaschistum
Siphonodentalium hexaschistum är en blötdjursart som först beskrevs av Charles Hercules Boissevain 1906.  Siphonodentalium hexaschistum ingår i släktet Siphonodentalium och familjen Gadilidae. Inga underarter finns listade i Catalogue of Life.